# Haunani-Kay Trask
Haunani-Kay Trask   (Califòrnia, 3 d'octubre de 1949 - Honolulu, 3 de juliol de 2021) va ser una activista hawaiana, educadora, autora i poetessa. Va liderar el moviment hawaià de la sobirania i va ser professora emèrita a la Universitat de Hawaii a Mānoa. Va fundar el Centre Kamakakūokalani d'Estudis Hawaians a la Universitat de Hawaii a Mānoa, i el va dirigir durant gairebé deu anys.

## Biografia
Haunani-Kay Trask va néixer el 3 d'octubre del 1949. Trask i els seus pares, Haunani i Bernard Trask són descendents de la línia Pi‘ilani de Maui i de la línia Kahakumakaliua de Kauai. Va néixer a San Francisco, Califòrnia, i va créixer a Ko‘olau, a l'illa d'Oahu a Hawaii.
Trask es va graduar a les escoles de Kamehameha el 1967. Va assistir a la Universitat de Chicago, però aviat es va traslladar a la Universitat de Wisconsin–Madison, on va completar la seva llicenciatura el 1972. Va obtenir un mestratge el 1975 i un doctorat en ciències polítiques el 1981, també a la Universitat de Wisconsin–Madison. La seva tesi va ser revisada i publicada com a llibre, Eros and Power: The Promise of Feminist Theory, publicat per University of Pennsylvania Press el 1986.

## Carrera
Haunani-Kay Trask va ser membre fundadora del Centre Kamakakūokalani d'Estudis Hawaians de la Universitat de Hawaii a Mānoa. Va ser-ne la directora durant gairebé deu anys, i també en va ser un dels primers docents permanents. Durant la seva estada a la universitat, Trask va contribuir decisivament a assegurar l'edifici del Centre Kamakakūokalani d'Estudis Hawaians Gladys Brandt, que es convertiria en el centre permanent d'Estudis Hawaians a la Universitat de Hawaii a Mānoa. El 2010, Trask es va retirar del càrrec de directora, però va continuar ensenyant sobre moviments polítics autòctons de Hawaii i el Pacífic, la literatura i la política de les dones de la Polinèsia, la història i la política hawaianes, i el tercer món i la història i la política indígenes com a professora emèrita.
A partir del 1986, Trask va acollir i va produir First Friday, un programa mensual de la televisió pública que analitzava qüestions polítiques i culturals hawaianes. Trask va ser coautora i coproductora del guardonat documental del 1993 Act of War: The Overthrow of the Hawaiian Nation. També va ser autora del llibre From a Native Daughter: Colonialism and Sovereignty in Hawaii (1993), qualificat per Cynthia G. Franklin i Laura E. Lyons de "text fundacional" sobre drets indígenes. Trask va publicar dos llibres de poesia, Light in the Crevice Never Seen (1994) i Night is a Sharkskin Drum (2002). Trask va publicar també We Are Not Happy Natives (2002), un CD sobre el moviment hawaià de la sobirania.
Trask va representar la població hawaiana indígena al Grup de Treball sobre Poblacions Indígenes de les Nacions Unides a Ginebra, i el 2001 va viatjar a Sud-àfrica per participar en la Conferència mundial de les Nacions Unides contra el racisme, la discriminació racial, la xenofòbia i altres formes d'intolerància.
El març del 2017, Hawaii’i Magazine va reconèixer a Trask com una de les dones més influents en la història hawaiana.
El setembre del 2021, el Departament de Filosofia de la Universitat de Hawaii a Mānoa va emetre una disculpa pòstuma a Trask pels atacs rebuts anteriorment per part de filòsofs mānoas.

## Opinions
Durant la seva estada a Chicago, mentre estudiava per la llicenciatura, Trask va entrar en contacte amb el Partit Pantera Negra, i va esdevenir-ne una defensora activa. Ja a la Universitat de Wisconsin, Trask també va participar en protestes estudiantils contra la guerra de Vietnam. Gràcies a aquestes experiències, Trask va deixar escrit que, com a estudiant de postgrau en la Universitat de Wisconsin–Madison, va començar a desenvolupar teories sobre com el capitalisme i el racisme se sostenien l'un a l'altre. Mentre estudiava el postgrau en política a la Universitat de Madison, Trask va participar en els estudis feministes, i va començar a considerar-se feminista.
Més endavant, als seus treballs, Task va adoptar una visió crítica amb el seu rol de "feminista" per l'enfocament predominantment blanc i dels Estats Units, ja que s'identificava més amb el feminisme transnacional. "Ara que he treballat amb la meva gent, he vist que hi havia massa limitacions en l'abast de la teoria i de la praxi feministes. El feminisme que havia estudiat era massa blanc, massa centrat en els Estats Units. Només aquelles qüestions definides com a "feministes" per dones blanques tenien discussions estructurades. El seu llenguatge girava entorn de la qüestió dels "drets" del Primer Món, aquest individualisme il·lustrat que dona per descomptat la primacia "individual". I a més, encara més preocupant, l'estil d'aquell feminisme era agressivament ianqui".
Trask es va oposar al turisme a Hawaii i a la presència de l'exèrcit dels Estats Units a Hawaii. El 2004, Trask es va pronunciar en contra del projecte de llei Akaka, que pretenia establir un procés perquè la població nadiua hawaiana pogués obtenir un reconeixement federal similar al d'algunes tribus nadiues dels Estats Units. Trask pensava que aquest projecte de llei no feia justícia a la població nadiua hawaiana perquè permetia al govern dels EUA controlar l'estructura de govern, la terra i els recursos indígenes hawaians sense reconèixer Hawaii com a nació. A més, va aclarir que el projecte de llei es va redactar ex parte i que les audiències van excloure la participació de la comunitat nadiua.
A la seva necrològica, el New York Times va fer ressaltar la lluita de Trask per la sobirania indígena i en va reproduir la següent citació: “Morirem hawaianes. Mai no serem americanes”.

## Vida personal
El company de tota la vida de Trask és David Stannard, professor de la Universitat de Hawaii. Trask va morir de càncer el 3 de juliol del 2021.

## Família
Trask provenia d'una família activa políticament. Mililani Trask, la germana petita, és la líder del moviment hawaià de la sobirania. L'avi patern, David Trask Sr., va ser president de la comissió d'administració pública i de la comissió de policia el 1922, va ser xèrif d'Honolulu del 1923 al 1926, i va ser elegit senador territorial d'Oahu en 1932. Va ser un defensor clau de la federació de Hawaii amb els EUA. L'oncle de Trask, Arthur K. Trask, va ser advocat, membre actiu del Partit Demòcrata i membre de la Comissió per la Federació del 1944 al 1957. David Trask Jr., un altre oncle, va ser el cap de l'Associació de Treballadors del Govern de Hawaii.

## Obres seleccionades

### Llibres
- Eros and Power: The Promise of Feminist Theory (1986)[6][8]
- From a Native Daughter: Colonialism and Sovereignty in Hawaiʻi (1993)[10]

### Poesia
- Light in the Crevice Never Seen (1994)[10]
- Night Is a Sharkskin Drum (2002)[10]

### Altres
- Act of War: The Overthrow of the Hawaiian Nation (pel·lícula documental, 1993)[10]
- Haunani-Kay Trask: We Are Not Happy Natives (CD educatiu, 2002)[10]